# Operator śladowy
Operator śladowy – ograniczony operator liniowy na przestrzeni Hilberta o skończonym śladzie. Dokładniej, niech H będzie przestrzenią Hilberta oraz niech (ei)i ∈ I będzie bazą ortonormalną przestrzeni H. Ograniczony operator liniowy T: H → H nazywany jest śladowym, gdy 
{\displaystyle \|T\|_{1}={\rm {tr}}\,|T|:=\sum _{i\in I}\langle (T^{*}T)^{1/2}\,e_{i},e_{i}\rangle <\infty ,}
przy czym T* oznacza sprzężenie operatora T. Powyższa liczba nazywana jest normą śladową operatora T i nie zależy od wyboru bazy ortonormalnej przestrzeni T.

## Własności
Niech H będzie przestrzenią Hilberta, (ei)i ∈ I bazą ortonormalną w H oraz niech S, T: H → H będą ograniczonymi operatorami liniowymi.
- Jeżeli T jest operatorem samosprzężonym (tj. T* = T), to jest on śladowy wtedy i tylko wtedy, gdy T ma on skończony ślad, tj.

{\displaystyle {\rm {tr}}\,T:=\sum _{i\in I}\langle Te_{i},e_{i}\rangle <\infty ,}
w szczególności, każdy operator skończonego rzędu jest śladowy.
- Jeżeli T jest operatorem śladowym, to sprzężenie T* też jest operatorem śladowym.
- Jeżeli T i S są operatorami śladowymi, to suma T + S jest również operatorem śladowym.
- Jeżeli T jest operatorem śladowym, to złożenia TS i ST są operatorami śladowymi. Wynika stąd, że zbiór N(H) złożony ze wszystkich operatorów śladowych na H tworzy ideał algebry B(H) wszystkich operatorów ograniczonych na H, który jest zamknięty ze względu na operację sprzężenia[3]. Ideał ten jest domknięty względem normy operatorowej wtedy i tylko wtedy, gdy przestrzeń H jest skończenie wymiarowa (w tym wypadku N(H) = B(H)).
- Jeżeli T jest operatorem śladowym, to

{\displaystyle |{\rm {tr}}\,(TS)|\leqslant \|S\|\cdot {\rm {tr}}\,|T|}
oraz
{\displaystyle {\rm {tr}}\,(TS)={\rm {tr}}\,(ST).}
- Funkcja {\displaystyle \|\cdot \|_{1}} jest normą w rodzinie N(H) wszystkich operatorów śladowych na H[5].